# ناحیه دایموند لیک، شهرستان لینکلن، مینه سوتا
ناحیه دایموند لیک (به انگلیسی: Diamond Lake Township) یک منطقهٔ مسکونی در ایالات متحده آمریکا است که در شهرستان لینکلن، مینه‌سوتا واقع شده‌است.
 ناحیه دایموند لیک ۹۰٫۷ کیلومتر مربع مساحت و ۲۳۱ نفر جمعیت دارد و ۵۳۸ متر بالاتر از سطح دریا واقع شده‌است.